# Jörg Brökel

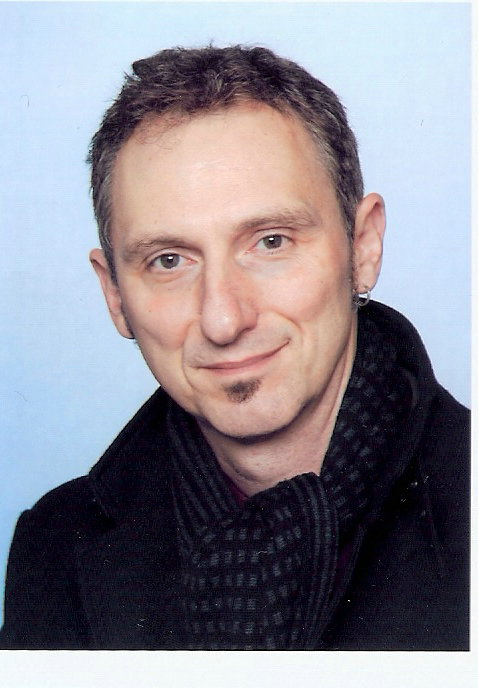
Jörg Brökel (2010)

Jörg Brökel (* in Bielefeld) ist ein deutscher Journalist und Moderator. Er war vom 1. April 2010 bis zum 30. Juni 2013 Chefredakteur von  Radio Herford.

## Leben
Brökel arbeitete für das WDR-Studio Bielefeld. Weitere journalistische Stationen waren Radio Bielefeld, der Hessische Rundfunk, das ZDF und die Aktuelle Stunde des WDR. 2003 schloss er ein Journalistenaufbaustudium an der FU Berlin mit dem Titel Lic. rer. publ. ab.
Von 1996 bis 1999 stellte Brökel in der WDR-Serie „Dorfplatz Schlag 10“ Dörfer in Ostwestfalen-Lippe vor. Beim Hessischen Rundfunk und beim Westdeutschen Rundfunk arbeitet er als Reporter vor der Kamera im Abendprogramm. Für das ZDF moderierte er von 2003 bis 2010 die Reportageserie „Vor Ort“. Hierbei wurden Menschen und Institutionen in einer vier- bis fünfteiligen Reportage über eine Woche täglich in der ZDF-Sendung „Volle Kanne“ vorgestellt.
Im Rahmen der „Hut ab!“-Ehrungen der nordrhein-westfälischen Landesbeauftragten für Menschen mit Behinderungen moderierte er 2008 und 2009 die Interviewrunde der Geehrten.
Für die Bertelsmannstiftung arbeitet Brökel als Textautor an Dokumentation „Zukunft der Erziehungshilfen“ mit.
2022 war er der Moderator des Bielefelder Frauenpreises. Er produzierte auch sämtliche Vorstellungsvideos der sieben nominierten Frauen.
Von 2010 bis 2022 arbeitete Brökel wieder als Reporter vor und hinter der Fernsehkamera für den WDR. Regelmäßig war er regionaler Hörfunkreporter tätig. In dieser Funktion war er in den WDR-Magazinen Westblick, Mittagsmagazin, Morgenmagazin, Morgenecho zu hören. Während des Corona-Ausbruchs bei dem Fleischverarbeiter Tönnies im Kreis Gütersloh war Brökel einer der maßgeblichen Hörfunkreporter in der Rundfunk-Berichterstattung.
Seit dem 1. Januar 2023 ist er Reporter bei der nordfriesischen Zeitung Insel-Bote. Dies ist die Tageszeitung für die Inseln Föhr und Amrum.
Brökel hat einen Sohn.